# Mass Hypnosis
Mass Hypnosis es una banda de Metal industrial hecha en Croacia, en la capital croata, Zagreb, formado a principios del 2006. Son especialmente conocidos por su uso de letras socio políticas, expresiones y temas como la esclavitud, la edad moderna, los hechos de la conspiración, la dominación de la iglesia, la manipulación de los medios de comunicación, la religión, la guerra y otros defectos del mundo de hoy. Sus letras también a menudo se refieren a cuestiones de responsabilidad social.
Está compuesta por: 
Leo Boljesich (voz principal y guitarra).
Dinko Filipovich "Kodin" (dechado y teclados).
Vesela Krvavac "Ela" (bajo y voz).
Aleksandar Jevtovich "Alex" (guitarra).
Mitch (batería).
Leo es el único miembro original desde el inicio de la banda.
El primer contacto oficial de la banda con el auditorio fue su álbum debut "Disin4mation", lanzado por la discográfica esloveno Geenger Records en mayo del 2010. Su segundo álbum de estudio   santurrón grabado y producido por Boljesich y Filipovich hasta el año 2012, contiene trece canciones nuevas. Desde el año 2008 también han lanzado ocho remixes que ofrecen de EP, demos y temas inéditos.

## Principios de Mass Hypnosis
En el estado inicial, la banda se orientó por el Deathcore y usualy sido definido como el Death Metal melódico. La banda ha recibido elogios y críticas por la abundancia de averías y partes melódicas en su música. Más tarde en su sonido cambió a la dirección de Metal industrial mediante la distorsión pesada, teclados electrónicos, golpeando riffs de bajo y voces agresivas, de ritmo rápido. Algunas canciones a veces aplican un uso intensivo de los sintetizadores y la inserción de muestras, tales como fragmentos de diálogo de la película.
Después de los innumerables cambios en la alineación de Leo casi renunció a la banda, pero en el verano de 2009 conoció a Dj Odium ( Jurica Markovich ), batería respetable, & bass Dj y productor con profundas raíces en la escena croata punky de la corteza. Este dúo comenzó el intercambio de ideas y que puso influencias de todos los géneros que se han escuchado en un solo proyecto y juntos hicieron cuatro canciones promocionales, que eran más adelante producidas y masterizadas por Leo,exguitarrista de la banda Jovan Kosta Vuchetich en "SubScalar Studios". Decisión Programm de todas las baterías fueron el primer paso hacia la era industrial de la banda. Estas cuatro canciones han sido puestas en su tercer Ep "God Complex".

## Videografía
- Annuit Coeptis (2011)
- God Complex (2012)

## Miembros
- Leo Boljesich - Voz y Guitarra
- Dinko Filipovich - Teclados
- Aleksandar Jevtovich - Guitarra
- Vesela Krvavac - Bajo y Voz
- Mitch - Batería